# Hinterkaifeck-mordene
Hinterkaifeck var en lille gård beliggende mellem de bayerske byer Ingolstadt og Schrobenhausen, cirka 70 kilometer nord for München. Om aftenen den 31. marts 1922 blev de seks beboere på gården dræbt med en hakke. Mordene er stadig uopklarede.
De seks ofre var landmanden Andreas Gruber (63 år) og hans kone Cäzilia (72 år); deres datter Viktoria Gabriel (35 år); Viktorias børn Cäzilia (7 år) og Josef (2 år), samt familiens tjenestepige Maria Baumgartner (44 år).
Hinterkaifeck var aldrig det officielle stednavn. Navnet tilhørte egentlig den nærliggende gård i landsbyen Kaifeck, beliggende knapt en kilometer nord for hovedafdelingen af Kaifeck, skjult i skoven (præfikset Hinter som er en del af mange tyske stednavne betyder bagved) som del af byen Wangen, der blev inkorporeret i Waidhofen i 1971.

## Forbrydelsen
Et par dage før forbrydelsen fortalte landmanden Andreas Gruber sine naboer, at han havde observeret fodspor i sneen som ledte fra skovkanten og op til gården, men ikke nogle som ledte samme vej tilbage. Han talte også om, at have hørt fodtrin fra loftsrummet, samt at have fundet en for ham ukendt avis på gården. Endvidere var gårdens nøgler bortkommet flere dage inden mordene. Ingen af disse hændelser var blevet rapporteret til politiet i tiden op til forbrydelsen.
Seks måneder tidligere havde den forrige tjenestepige forladt sin plads i huset og hævdet, at stedet skulle være hjemsøgt. Den nye pige, Maria Baumgartner, begyndte hos familien på dagen for mordene og blev slået ihjel blot få timer efter sin ankomst.
Hvad der præcis hændte den fredag aften kan ikke siges med sikkerhed. En teori er, at det ældre par, såvel som deres datter Viktoria og hendes datter Cäzilia alle blev lokket ind i laden, en efter en, hvor de blev slået ihjel. Gerningsmanden eller gerningsmændene fortsatte derefter ind i huset, hvor de myrdede den toårige Josef der sov i en tremmeseng i morens soveværelse, såvel som tjenestepigen Maria Baumgartner der sov i sit kammer.
Den følgende tirsdag (4. april) opsøgte naboer gården, da ingen af dens beboere var blevet set i flere dage. Postmanden havde bemærket, at den post han havde leveret den forgående lørdag stadig var hvor han havde efterladt den. Endvidere var den unge Cäzilia ikke mødt i skole om mandagen, ej heller var hun blevet set der om lørdagen.

## Efterforskningen
Inspektør Georg Reingruber og hans kolleger fra politiet i München efterforskede mordene. Mere end hundrede mistænkte blev uden resultat afhørt gennem årene. Det seneste, frugtesløse forhør fandt sted så sent som i 1986.
I 2007 fik eleverne på politiskolen i Fürstenfeldbruck opgaven at efterforske sagen på ny med moderne kriminaltekniske metoder. De kom til den konklusion, at det er umuligt fuldstændigt at opklare forbrydelsen så længe efter begivenhederne fandt sted. Sagen mangler beviser, fordi datidens efterforskningsteknikker var primitive. Tillige er beviser gået tabt og mistænkte er siden afgået ved døden. Politieleverne kom alligevel frem til en hovedmistænkt, men navngav ikke vedkommende af respekt for nulevende efterkommere.
Politiet anslog i første omgang motivet til at være røveri og forhørte i den forbindelse flere indbyggere fra de omkringliggende byer, såvel som omrejsende håndværkere og vagabonder. Man gik dog bort fra teorien om røveri, da et større pengebeløb blev fundet i huset. Det menes, at den eller de skyldige blev på gården i flere dage - nogen havde fodret kvæget, spist i køkkenet, og naboer havde set røg fra husets skorsten hen over weekenden - og at enhver som måtte have ledt efter penge ville have haft fundet dem.
Bortgangen af Viktorias ægtemand, Karl Gabriel, hvis død indtraf i de franske skyttegrave under Første Verdenskrig, blev draget i tvivl, idet hans lig aldrig officielt var blevet fundet. På trods af dette, fortalte de fleste af hans soldaterkammerater samstemmende, at de havde set ham dø under kamphandlingerne. Soldaternes forklaring blev godtaget af politiet.
Dagen efter fundet af ligene foretog retslægen Johann Paptist Aumüller obduceringer i laden. Det blev her fastslået, at en hakke var det mest sandsynlige mordvåben og at den yngre Cäzilia havde været i live i flere timer efter angrebene. Liggende i halmen ved siden af sin moder og bedsteforældre havde havde hun hevet sit hår ud i totter. Ligene fik fjernet hovederne og kranierne blev sendt til München hvor clairvoyante uden held undersøgte dem.

## Efterspil
De seks ofre ligger begravet på kirkegården i Waidhofen hvor der er opført et mindesmærke. Da kranierne gik tabt under kaosset omkring Anden Verdenskrig, blev de aldrig leveret tilbage til München.
Gården blev revet ned i 1923 - et år efter mordene. Tæt ved hvor den lå står nu et mindesmærke.

## I populærkultur
Der er lavet to film under navnet Hinterkaifeck: En fra 1981 af Hans Fegert samt en anden fra 1991 af Kurt H. Hieber.
I 2006 udgav forfatteren Andrea Maria Schenkel en roman med titlen Tannöd, hvori hun fortæller historien om Hinterkaifeck. I Schenkels bog er steder og navne ændret. Ligeledes har den franske forfatter Pierre Magnan udgivet bogen Murdered House, som angiveligt er inspireret af hændelserne i Hinterkaifeck. I Magnans roman overlever det yngste offer imidlertid og vender som voksen tilbage til gården for at efterforske forbrydelsen.
Den münchiske journalist Peter Leuschner har udgivet to bøger fra henholdsvis 1979 og 1997 med titlen Hinterkaifeck: Der Mordfall. Spuren eines mysteriösen Verbrechens. Den anden bog er et tillæg til den første. Løst oversat til dansk bliver titlen til: "Hinterkaifeck. Mordsagen. Spor efter en mystisk forbrydelse". I sin bog citerer Leuschner de originale politirapporter.
I 2009 udkom filmen Hinter Kaifeck instrueret af Esther Gronenborn.